# لي وون-يونغ
لي وون-يونغ (هانغل: 이원영) هو لاعب كرة قدم كوري جنوبي في مركز الدفاع، ولد في 13 مارس 1981 في كوريا الجنوبية. لعب مع بوهانغ ستيلرز وجونبك هيونداي موتورز وجيجو يونايتد ونادي الاتفاق ونادي بوسان أي بارك.

## وصلات خارجية
- لي وون-يونغ على موقع دوري كوريا الجنوبية (الإنجليزية)
- لي وون-يونغ على موقع قاعدة بيانات كرة القدم.إي يو (الإنجليزية)
- لي وون-يونغ على موقع Soccerway.com (الإنجليزية)